# Mariusz Rokos
Mariusz Rokos (ur. 1974 w Warszawie) – polski dziennikarz i prezenter radiowy i telewizyjny.
Przez wiele lat był DJ-em Radia Zet, gdzie prowadził m.in. Komputerową Listę Przebojów. Następnie przez krótki czas pracował w Radiu Kolor. W 2002 roku rozpoczął pracę w Radiowej Trójce, prowadził tam poranny program Trzecie Śniadanie. W roku 2003, jako druh zastępowy poprowadził jedno wydanie Listy przebojów Programu Trzeciego. 10 listopada 2006 poprowadził w PR III ostatnią audycję. W grudniu tego samego roku rozpoczął pracę dla ówczesnego Polskiego Radia Bis, a dwa miesiące później w Radiowej Jedynce
Od grudnia 2008 do marca 2013 był gospodarzem porannego pasma w Radiu Chilli Zet – Chilli Zet i już. Od października 2013 do marca 2016 prowadził pasma programowe w Radiu Zet Gold.
Od kwietnia 2016 do września 2017 był gospodarzem programu WidziMiSię w Polsat News 2, a od października 2020 do końca grudnia 2021 był redaktorem naczelnym Halo.Radia, w którym prowadził również swoją autorską audycję.